# Ettore Muti
Ettore Muti, nato Muty (Ravenna, 22 maggio 1902 – Fregene, 24 agosto 1943), è stato un militare, aviatore e politico italiano.
Partecipò alla Prima guerra mondiale e all'impresa di Fiume, alle iniziative delle squadre d'azione e al fascismo fin dagli esordi del movimento, ricoprendo poi numerose cariche tra cui quella di segretario del Partito Nazionale Fascista dall'ottobre 1939 fino al 28 ottobre 1940.
Medaglia d'oro al valor militare e uomo d'azione, prese parte alla Prima Guerra mondiale ed alle guerre in Etiopia e Spagna e al secondo conflitto mondiale, venendo ucciso in circostanze non del tutto chiarite circa un mese dopo la caduta del fascismo.

## Biografia

### Gioventù

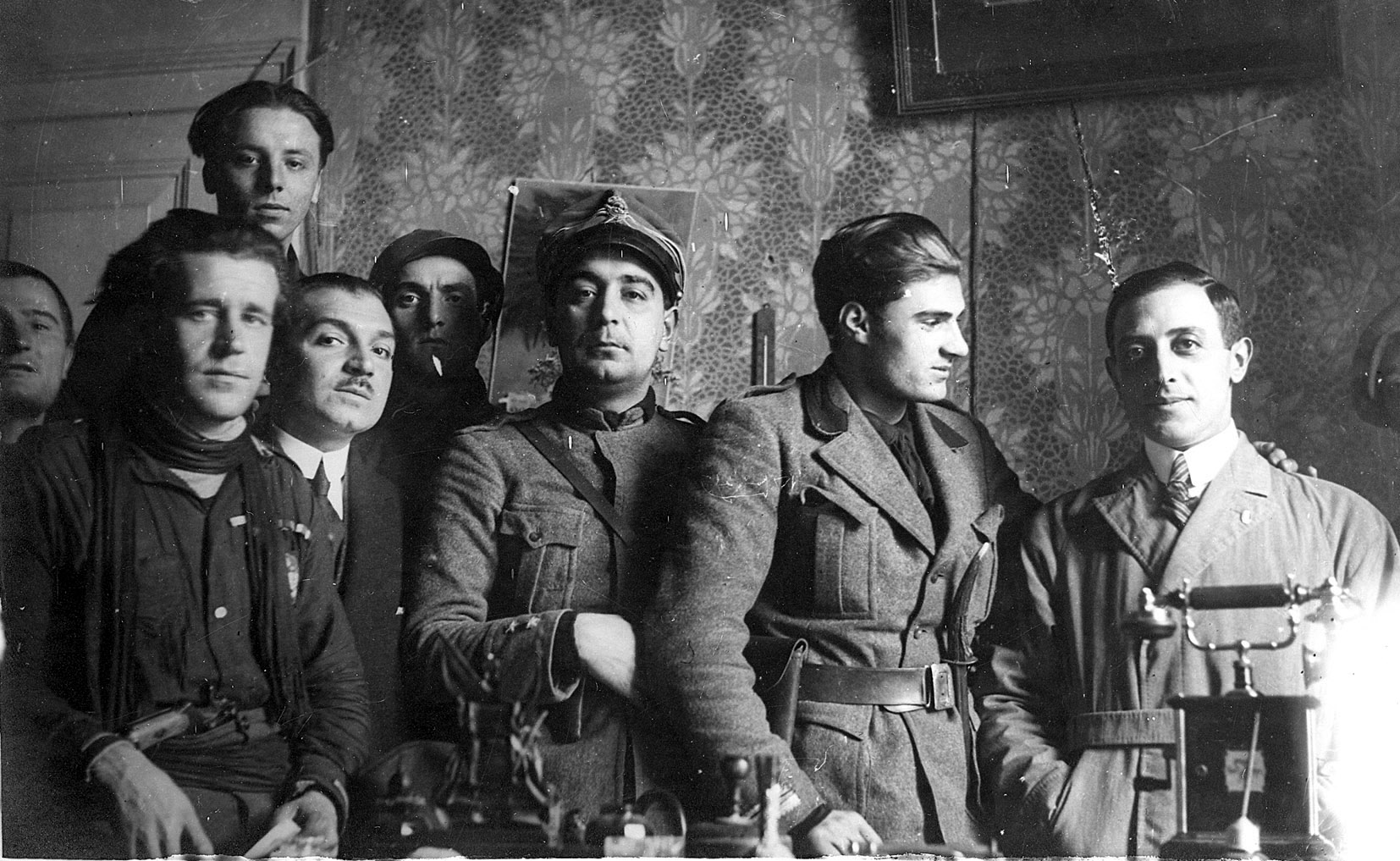
Muti, secondo da destra, con un braccio sulla spalla di Giuseppe Frignani nell'ottobre del 1922

Era figlio di Celestina Ghirardi, donna di nobili origini, e di Cesare, modesto impiegato dell'anagrafe. Il cognome originario Muty fu italianizzato dopo la Prima guerra mondiale.
Poco propenso allo studio, nel dicembre 1915 fuggì di casa per raggiungere il fronte, ma fu arrestato a Cormons. Nel 1917, falsificando la data di nascita sui documenti, riuscì ad arruolarsi, partecipando ad azioni a fine 1917 e giugno 1918; identificato nel 1918, fu rimandato a casa prima della fine del conflitto.
S'iscrisse al movimento fascista e nel 1919 partecipò alla presa di Fiume, dove rimase fino al settembre 1920, quando tornò a Ravenna.

### L'adesione al Partito Fascista

Ettore Muti in tenuta di volo

Nel 1922 partecipò alle violenze fasciste nel territorio di Ravenna nel mese di luglio e alla mobilitazione per la marcia su Roma.
Nel 1923 entrò nella neocostituita Milizia Volontaria per la Sicurezza Nazionale, corpo creato per inquadrare le squadre fasciste.
Si sposò il 3 dicembre 1925 con Fernanda Mazzotti, figlia di un banchiere (contrario alle nozze per la dissolutezza della vita di Muti), ed ebbe una figlia, Diana. Il 13 settembre 1927 Muti subì un attentato da parte di un bracciante che gli sparò; Muti ebbe continui scontri con i fascisti locali, fino a che si allontanò nel 1929, lasciando moglie e figlia a Ravenna.
A Roma ebbe diverse amanti, tra le quali Araceli Ansaldo y Cabrera, che disse di aver avuto da lui nel 1931 un figlio illegittimo; successivamente in Spagna avrebbe avuto anche una figlia, nata solo dopo la morte di Muti.

### Dall'Etiopia a segretario del PNF
Dal 1931 faceva parte della Milizia portuale di Trieste e, forse per intercessione di Costanzo Ciano, avanzò di grado, fino a diventare nel 1933 comandante di una legione. Nel 1934 prese il brevetto di pilota.
L'arma azzurra segnò per lui una svolta: Muti si appassionò subito al volo e, pur di entrare in aeronautica, accettò il declassamento al grado di tenente. Durante la guerra d'Etiopia si mise in luce, ricevendo due medaglie d'argento ed una di bronzo al valore militare. Nelle fasi finali del conflitto entrò nella 15ª Squadriglia da bombardamento Caproni La Disperata con Galeazzo Ciano (di cui divenne amico), Roberto Farinacci e Alessandro Pavolini.
Nel 1936 tornò in Italia accolto da eroe, ma partì nuovamente poco dopo per partecipare, con lo pseudonimo di "Gim Valeri", alla Guerra di Spagna. Nel conflitto guidò la sua squadriglia nell'Aviazione Legionaria, bombardando i porti delle città controllate dai repubblicani; per queste missioni venne decorato con tre medaglie d'argento e, nel 1938, con una medaglia d'oro. Dalla Spagna tornò con il soprannome di "Cid alato" e con l'ulteriore onorificenza dell'Ordine militare di Savoia. Nel 1939 partecipò all'invasione dell'Albania al comando di truppe motorizzate e lì, nonostante la scarsa opposizione, ricevette un'altra medaglia d'argento al valore militare.
Tornato dall'Albania, ad agosto del 1939 fu nominato da Mussolini consigliere nazionale della Camera dei fasci e delle corporazioni e ad ottobre, su proposta di Ciano, segretario del Partito Nazionale Fascista (PNF) al posto di Achille Starace; lasciò però la gestione del partito a Pietro Capoferri per dedicarsi ad azioni di guerra.
(Giuseppe Bottai, dicembre 1939)
Si dimise il 30 ottobre 1940 per essere sostituito da Adelchi Serena.

### Il secondo conflitto mondiale
Il 10 giugno 1940 il maggiore Muti comandava il XLI Gruppo SM-79 del 12º Stormo dell'aeroporto di Ciampino Nord.
Con lo scoppio della seconda guerra mondiale, col pretesto di andare "là dove c'è bisogno", si fece inviare al fronte col grado di tenente colonnello. Combatté prima in Francia e poi nei cieli d'Inghilterra; lasciò volontariamente la segreteria del partito in quanto si definiva non un uomo da scrivania, ma d'azione e smise di frequentare quei gerarchi che giudicava negativamente, perdendo anche l'amicizia con Ciano.
Nel 1940 commissionò al giovane architetto Luigi Moretti l'allestimento e l'arredo della sua residenza romana, presso l'antica torre di Porta San Sebastiano. 
Dal 6 luglio 1940 andò all'aeroporto di Gadurrà. Il 15 luglio stesso 10 S.M.79 del XLI Gruppo del maggiore Muti bombardarono i depositi di petrolio di Haifa, lanciando da 5.000 metri 120 bombe da 50 kg, provocando vasti incendi e l'interruzione della corrente in città.
Il 21 luglio Muti compì una ricognizione offensiva su Alessandria d'Egitto con il primo CANT Z.1007bis del XLI Gruppo.
Il 6 agosto 10 SM 79 del XLI Gruppo lanciarono da 4.000 metri 120 bombe da 50 kg, colpendo il porto ed incendiando i depositi di petrolio e l'oleodotto di Haifa.
Nell'ottobre 1940 fu tra coloro che bombardarono i pozzi petroliferi di Manama nelle isole del Bahrein; furono arrecati lievi danni e non vi furono scontri aerei; si trattò del più lungo raid italiano in guerra fino a quel momento. Per tale azione gli fu assegnata una medaglia d'argento al valor militare.
Nell'estate del 1943 entrò nel Servizio Informazioni Aeronautica (SIA), un servizio segreto militare interno all'Arma azzurra, e incominciò a frequentare la soubrette della compagnia teatrale di Odoardo Spadaro Dana Harlova, nome d'arte della cecoslovacca Edith Ficherová, in seguito sospettata di essere una spia tedesca o inglese.
Complessivamente nel corso della seconda guerra mondiale venne insignito di quattro medaglie d'argento al valor militare, oltre alla Croce di ferro tedesca di I e II classe.

### La morte

Ettore Muti

Stando alle memorie di Carmine Senise, capo della polizia, dopo la caduta del fascismo Giacomo Carboni denunciò a Badoglio un complotto di fascisti e tedeschi per effettuare un attacco su Roma il 28 agosto; come conseguenza, si diede ordine di arrestare personalità del caduto regime, come Giuseppe Bottai, Ugo Cavallero, Enzo Emilio Galbiati, Ettore Muti, Carlo Scorza, Ubaldo Soddu, Achille Starace e Attilio Teruzzi.
I carabinieri si presentarono perciò a Fregene, dove Muti, rientrato dalla Spagna dopo il 25 luglio, si trovava in un villino insieme a un'amica. Secondo la versione ufficiale dei carabinieri, Muti cercò di fuggire e fu colpito a morte.
I particolari della vicenda non furono mai completamente chiariti.
Già nel settembre 1943 la propaganda fascista presentò Muti come un martire e a Roma gli fu dedicata una piazza. Nel dicembre 1944 fu inoltre diffusa la notizia dell'esistenza di un biglietto (rivelatosi poi falso) di Badoglio diretto al capo della polizia Carmine Senise nel quale Muti era indicato come «una minaccia», il che avrebbe costituito un'indicazione di ucciderlo. Nel 1950 il settimanale neofascista «Asso di bastoni» presentò una denuncia contro Badoglio, utilizzando lo stesso biglietto; risultò però trattarsi di un fotomontaggio realizzato sulla base di un altro messaggio di Badoglio e l'accusa fu archiviata.

## Citazioni e riferimenti
Dopo l'armistizio (8 settembre 1943) la figura di Muti fu ampiamente celebrata nella Repubblica Sociale Italiana, che a lui intitolò:
- la Squadra di bombardamento Ettore Muti, reparto dell'Aeronautica Nazionale Repubblicana, che effettuò solo una limitata attività addestrativa;
- il battaglione Ettore Muti della Brigata Nera Mobile Achille Corrao, nel ravennate;
- XXIX Brigata nera "Ettore Muti" nell'Ispettorato Brigate Nere dell'Emilia
- la Legione Autonoma Mobile Ettore Muti, corpo costituitosi a Milano il 14 settembre 1943, che fu impegnato principalmente in brutali azioni di repressione della Resistenza italiana.[15]

Gli fu anche dedicata Hanno ammazzato Muti, canzone anticomunista delle squadre d'azione fasciste costituitesi dopo l'8 settembre.